# 2466 Golson
A 2466 Golson (ideiglenes jelöléssel 1959 RJ) a Naprendszer kisbolygóövében található aszteroida. Az Indianai Egyetem csillagászai fedezték fel 1959. szeptember 7-én.